# 薩曼·金
薩曼·金 （页面存档备份，存于） （1941年5月23日—2012年2月3日）美國電影導演、編劇、演員和製作人，電影作品內容經常包括情色和性議題，執導與製作過的電影包括《愛你九週半》(1986年)，《激情交叉點》(1988年)、《野蘭花》(1990年)、《激情維納斯》(1996年)。